# Ернст Ціллер
Ернст Ціллер (грец. Ερνέστος Τσίλλερ, нім. Ernst Moritz Theodor Ziller, Ernestos Tsiller; 22 червня 1837, Радебойль — 1923, Афіни) — грецький архітектор саксонського походження. Наприкінці 19 — на початку 20 століття був одним із основних архітекторів королівських та муніципальних споруд в Афінах, Патрах та інших великих грецьких містах.

## Проекти Ціллера
- Президентський палац, Афіни
- Національний театр Греції, Афіни
- Театр «Аполлон», Патри
- Національний археологічний музей, Афіни
- Нумізматичний музей, Афіни
- Національна бібліотека, Афіни
- Національна академія, Афіни
- Стадіон Панатінаїкос, Афіни